# 루마니아 왕국

1930년 당시 루마니아의 행정 구역 지도

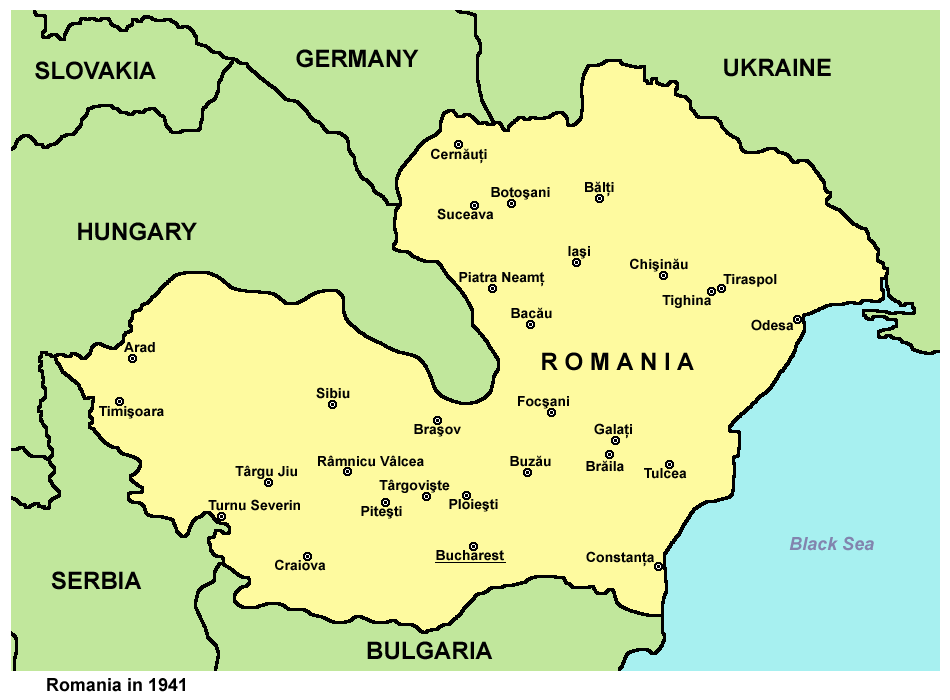
제2차 세계대전(1941년) 당시 루마니아의 영토

루마니아 왕국(루마니아어: Regatul României 레가툴 로므니에이[*])은 1881년 3월 13일 ~ 1947년 12월 30일 사이에 존재했던 입헌 군주국이었다.
루마니아 왕국은 루마니아 독립전쟁으로 오스만 제국에서 독립권을 얻은 '카롤 1세'의 즉위로 시작되어, 1947년 12월 30일 동맹국들의 암묵적 동의 하에 (얄타 비밀 협정의 결과) 소련이 강요한 '미하이 1세'의 퇴위와 함께 종료되었다.
몰다비아와 왈라키아라는 두 종속 공국의 동군연합으로 시작된 루마니아는 1859년부터 1877년 사이에 호엔촐레른 왕가가 지배하는 완전한 독립 왕국으로 발전하였다. 제1차 세계 대전 말미인 1918년부터 1920년 사이에는 트란실바니아와 동몰다비아(베사라비아), 부코비나가 루마니아 왕국에 통합되어 대루마니아가 되었다. 제2차 세계대전 중인 1940년에는 베사라비아, 북부 부코비나와 북부 트란실바니아, 남부 도브루자가 각각 소련, 헝가리, 불가리아에게 양도되었으며, 종전 후 북부 트란실바니아만 다시 회복하였다. 1947년 마지막 왕이 퇴위를 강요당하면서 루마니아 공산당에 의한 사회주의 공화국이 왕정을 대체하게 되었다.

## 역사

### 통일과 독립
1861년에 왈라키아 공국과 몰다비아 공국이 병합하여 세워진 루마니아 공국은 1877년 독립전쟁(러시아-튀르크 전쟁 (1877년)의 일부)을 통해 오스만 제국으로부터 완전히 독ㅇ립하였다. 전쟁의 결과로 1878년 베를린 조약에서 루마니아는 독립이 공인되고 도브루자도 얻었다. 1881년 3월 15일, 루마니아 의회는 완전한 독립의 증표로서 국가를 왕국으로 승격시킨다. 같은 해 5월 10일 독일 호엔촐레른 가의 카롤 1세가 초대 국왕으로 취임했다.

### 발칸 전쟁과 제1차 세계대전
루마니아는 1913년에 제2차 발칸 전쟁에 참전하여 불가리아로부터 빼앗겼던 도브루자 지역을 부쿠레슈티 조약을 통해 할양받았다. 선왕에 이어 페르디난드 1세는 연합국의 요구로 1916년에 제1차 세계 대전에 참전하였으나, 루마니아 군대는 독일과 오스트리아-헝가리 휘하의 동맹군에게 계속 패배하였으며, 결국 동맹국에게 항복한 유일한 나라가 되었다. 전쟁의 결과, 전 국토가 폐허가 되고 수많은 사람들이 살해되었으며, 이 때문에 왕국은 혁명 직전까지 갔다. 그러나, 베르사유 조약에 의해 승전국이 되어 트란실바니아, 베사라비아 및 부코비나 지방을 얻어 영토를 크게 확장(대루마니아)하고, 전후 재건도 신속히 이루어졌다.

### 제2차 세계대전
1940년 이온 안토네스쿠는 쿠데타로 카롤 2세를 몰아내고, 미하이 1세를 즉위시켰다. 총리가 된 안토네스쿠는 파시스트 체제를 지향하여 루마니아 공산당을 불법 정당으로 탄압하고, 전 국민을 전쟁터로 내몰았다. 제2차 세계대전으로 루마니아 민중들이 고통을 받은 이야기는 소설 《25시》에서 묘사되고 있다. 1944년, 소련군이 루마니아 영토로 진군하자 루마니아의 미하이 1세는 친위대를 동원해 안토네쿠스를 체포(1946년 사형)하고 소련에 항복하였다. 루마니아 왕국은 미하이 1세 주도로 연합국으로 전환했으나, 파리 조약에 따라 베사라비아와 부코비나 지방을 소련에 할양하고 소련을 비롯한 이웃 나라들에게 배상금을 물어야 했다. 1947년 12월 30일에 군주제가 폐지되었고, 루마니아는 1989년까지 공산주의 국가의 길을 걸었다.

## 인구
1930년 루마니아 인구조사에 따르면, 루마니아의 인구는 18,057,028명이었다. 루마니아인이 총인구의 71.9%를 차지했고 28.1%는 소수민족들이었다.
| 민족                                     | 인구수     | %     |
| ---------------------------------------- | ---------- | ----- |
| 루마니아인                               | 12,981,324 | 71.9  |
| 헝가리인                                 | 1,425,507  | 7.9   |
| 독일인                                   | 745,421    | 4.1   |
| 유대인                                   | 728,115    | 4.0   |
| 루테니아인 및 우크라이나인               | 582,115    | 3.2   |
| 러시아인                                 | 409,150    | 2.3   |
| 불가리아인                               | 366,384    | 2.0   |
| 로마니인                                 | 262,501    | 1.5   |
| 튀르크인                                 | 154,772    | 0.9   |
| 가가우스인                               | 105,750    | 0.6   |
| 체코인 및 슬로바키아인                   | 51,842     | 0.3   |
| 세르비아인, 크로아티아인 및 슬로베니아인 | 51,062     | 0.3   |
| 폴란드인                                 | 48,310     | 0.3   |
| 그리스인                                 | 26,495     | 0.1   |
| 타타르인                                 | 22,141     | 0.1   |
| 아르메니아인                             | 15,544     | 0.0   |
| 후출인                                   | 12,456     | 0.0   |
| 알바니아인                               | 4,670      | 0.0   |
| 기타                                     | 56,355     | 0.3   |
| 미신고                                   | 7,114      | 0.0   |
| 전체                                     | 18,057,028 | 100.0 |

### 도시
1930년 인구조사에 따른 대도시들은 다음과 같다.
| 순위 | 도시       | 인구               |
| ---- | ---------- | ------------------ |
| 1    | 부쿠레슈티 | 570,881 (639,0401) |
| 2    | 키시너우   | 114,896            |
| 3    | 체르니우치 | 112,427            |
| 4    | 이아시     | 102,872            |
| 5    | 클루지     | 100,844            |
| 6    | 갈라치     | 100,611            |
| 7    | 티미쇼아라 | 91,580             |

주: 1 - 12개 외곽지역 공동체 포함.

## 역대 군주
- 카롤 1세 (1881년~1914년)
- 페르디난드 1세 (1914년~1927년)
- 미하이 1세 (1927년~1930년)
- 카롤 2세 (1930년~1940년)
- 미하이 1세 (1940년~1947년)

## 같이 보기
- 대루마니아